# موساشی اویاما
موساشی اویاما (انگلیسی: Musashi Oyama؛ زادهٔ ۱۱ سپتامبر ۱۹۹۸) بازیکن فوتبال اهل ژاپن است.
از باشگاه‌هایی که در آن بازی کرده‌است می‌توان به باشگاه فوتبال سرزو اوساکا اشاره کرد.